# منطق‌های چندارزشی
منطق‌های چندارزشی (Multi-valued logic) منطق‌های غیر کلاسیک هستند. در این نوع منطق گزاره می‌تواند نه راست باشد نه دروغ. بسته به زمینهٔ کار می‌توان ارزش‌های بین راست و دروغ هم داشت.